# Pablo Esteve
Pablo Esteve y Grimau (Barcelona?, 1730? - Madrid, 4 de junio de 1794) fue un compositor español del Clasicismo

## Biografía
Nacido en Barcelona, marchó a Madrid en el año 1760, donde vivió y trabajó el resto de su vida. Se distinguió como autor de tonadilla escénica, piezas cortas de música dramática que se intercalaban entre los actos de las comedias y otras obras teatrales extensas. Compuso una cuatrocientas, entre las que destacan Garrido enfermo y su testamento, tonadilla a cinco (1783) y El juicio del año, tonadilla a solo (1779). Él mismo compuso el texto de muchas de ellas, e incluso el entremés Despedido quien despide, 1774.
Además de ser compositor teatral, en los años 1760 fue "maestro de capilla y de la casa" en la casa de Pedro Zoilo Téllez-Girón, VIII duque de Osuna. A él le dedicó tres de sus obras escénicas. En primer lugar, La buena muchacha, zarzuela en castellano que es una adaptación de La buona figliuola de Niccolò Piccinni con libreto de Carlo Goldoni; se representó en el Coliseo de la Cruz en el año 1765. La partitura original de esta obra fue dedicada, el 8 de noviembre de 1765, al Duque de Osuna. Después está la música para la comedia No hay en amor fineza más constante, que dejar por Amor su mismo amante, estrenada en el Teatro de la Cruz de Madrid en el año 1766. Finalmente, la zarzuela u "ópera cómico-bufa-dramática en dos actos", titulada También de amor los rigores sacan fruto entre las flores, o Los jardineros de Aranjuez; trabajó en ella desde, al menos, el año 1765 y estaba prevista su representación con anterioridad, pero al final se estrenó en el Teatro del Príncipe de Madrid en las funciones de Navidad del año 1768. Se trata de una de las primeras zarzuelas costumbristas representadas en los escenarios españoles. Además de dedicarle obras escénicas originales, una de las tareas de Esteve para la casa ducal era copiar la música de otros autores, como por ejemplo, la ópera El Bobo de Antona de Traetta en el año 1766. Se supone que su relación con el ducado de Osuna acabó antes de enero de 1772.
En 1774 se le encuentra trabajando como músico para el Marqués de Mortara. Ya debía ser conocido como maestro de música teatral desde mucho antes. De 1761 es su tonadilla a dúo El pozo (primera parte). En un memorial suyo presentado en el Ayuntamiento en el año 1786 dijo que llevaba ya 28 años componiendo música para teatro, lo que nos remonta al 1758 como año inicial de su ejercicio. Tuvo enfrentamientos con la famosa tonadillera María Antonia Vallejo Fernández, "la Caramba", y fue encarcelado varias veces por burlarse de altos personajes con sus tonadillas.
En el año 1778, consiguió entrar de maestro músico en una de la compañía teatral madrileña de Manuel Martínez, con el sueldo de un primer galán o sea 30 reales diarios y otros cuantos más de ración los días en que se representaba; y en este lugar continuó hasta el año 1790, en que, más por despecho y enemistad con los cómicos que por imposibilidad mental o física, logró y consiguió la jubilación con la mitad de sus emolumentos. En el ejercicio de sus funciones compuso música para algunas comedias del Siglo de Oro que se ha conservado. Falleció en 1794.

## Obra
A pesar de que el desarrollo de su carrera en el teatro le imponía la obligación de componer la música de una serie de tonadillas que por término medio llegaban a ser de 25 a 30 por año y, además, todas las arias, recitativos, seguidillas y otras coplas que se cantasen en las zarzuelas y otras obras musicales, aún escribió Esteve y Grimau un número mucho más grande, de tonadillas, cuyo número aún no se conoce con certeza, pero que pasan de las 400. 
Más de 100 números musicales puso a diversas comedias, zarzuelas, entremeses, sainetes, loas y finales de fiesta, dando un total de cerca de 600 composiciones.
Se dedicó también a la poesía, pero en este arte no sobresalió. Puede ser por necesidad de proporcionarse él mismo la letra de sus composiciones a falta de ingenios que supiesen hacer buenos libretos.
De sus primeras obras, aparte de la ya citada, serán las 

Letras que se cantan en la comedia «No hay en amor fineza más constante que dexar por amor su mismo amante» inclusas las tonadillas que se cantan igualmente en los Saynetes de esta fiesta en el coliseo de la Cruz. Año de 1766.

También le pertenece la poesía y la música de la zarzuela La isla de las pescadoras y la de Las flores en obsequiosa ofrenda. Loa nueva que se executó en el festejo hecho a SS.AA. los Sereníssimos Principes de Asturias e Infantes por los actores de ambas compañías de los Coliseos de esta corte en el real Sitio de Aranjuez el día 27 de junio de este año; dirigida por don Pablo Esteve y Grimau, compositor de los teatros de Madrid (Madrid, 1785).
La música de Esteve y Grimau, especialmente la de las tonadillas y sainetes, es puramente española; está basada en la canción popular y los aires comunes a diversas provincias españolas, pero revestida con los adornos de la armonía y aún alterada o adicionada la parte melódica con los recursos que su ingenio musical le sugería. En las otras piezas imita o sigue el gusto y los métodos italianos.

## Ediciones modernas
- Tonadillas escénicas a solo. Ed. de Fernando J. Cabañas Alamán. Madrid: Real Conservatorio Superior de Música de Madrid, 1992. Contiene: La soldada (1779): La guía de Madrid (1781) y La provision de Madrid (1782).
- Los jardineros de Aranjuez (1768): zarzuela en dos actos. Ed. de Juan Pablo Fernández-Cortés, Granada: Universidad de Granada, 2005.
- Garrido enfermo y su testamento; tonadilla a cinco (1783).	Madrid: Unión Musical Española, [1970].
- Fortunita, fortunita: Junto al pozo: tonadilla a dúo (1761), transcripción y armonización de José Subirá. Madrid: Unión Musical Española, 1970.
- El pozo: tonadilla nueva a tres: segunda parte de Fortunita, fortunita, ed. de José Subirá, Madrid: Unión Musical Española, [1971].

## Algunas tonadillas (incompleto)
- Celos iguales. Tirana del cangrejo
- El juicio del año
- La buñuelera y el catalán
- Paz en la mayor guerra. Agraviado Arianate
- Ya sale mi guitarra
- El quento del Prado con un Ytaliano
- Garrido de luto por la muerte de Caramba. ¡Alma, sintamos!
- Garrido de luto por la muerte de Caramba
- El abate quejoso : tonadilla a dúo.
- El aceitunero, una maja y el esportillero : tonadilla.
- El chasco de los cortejos : tonadilla.
- El corto de genio o El petimetre y la maja
- El desmayo de la Tordesillas : introducción y tonadilla.
- El extranjero ridículo que vende figuras de yeso : tonadilla a tres.
- El pajarero : tonadilla a cuatro.
- El paje montañés y la criada : tonadilla a tres.
- El parlamento del vis, vis : tonadilla a duo.
- El pillo Lechuza retirado : tonadilla a cuatro.
- El primo indiano : tonadilla a tres.
- El Reconocimiento del tío y la sobrina, Tonadilla
- El sacrificio : tonadilla a tres.
- El tuno y majas o Una cuajadera, una ramilletera y un tuno : tonadilla a tres.
- El zapatero y la criada : tonadilla a dúo.
- Fortunita, fortunita.
- Garrido enfermo y su testamento.
- La barbera chuscona : tonadilla a tres.
- La bellotera : tonadilla.
- La boda de una aldea : tonadilla.
- La crítica del teatro : tonadilla a solo.
- La cucaña de Nápoles : tonadilla general.
- La imagen de la monarquía: loas en honor de Carlos IV y María Luisa de Parma
- La maja disfrazada : tonadilla a dos
- La molinera sorda y abates de la unión : tonadilla a tres.
- La murciana en la cárcel : tonadilla nueva.
- La operista fingida : tonadilla a tres.
- La peregrina viajante en España : tonadilla a solo.
- La riña de un matrimonio : tonadilla a tres.
- La soldada : tonadilla a solo.
- La venida de María Antonia : tonadilla a dúo.
- Las aventuras del gitano : tonadilla a dúo.
- Las delicias del Prado : tonadilla.
- Las enhorabuenas : tonadilla a tres.
- Las escofieteras : tonadilla a cuatro.
- Las flores en obsequiosa ofrenda: loa nueva que se executó en el festejo hecho á sus altezas los... príncipes de Asturias é infantes por los actores de ambas compañías de los coliseos de esta corte en el Real Sitio de Aranjuez en la Casa de Vacas, en la mañana del 27 de junio de este año
- Letras que se cantan en la comedia de No hay en amor fineza más constante que dexar por amor su mismo amante: inclusas las tonadillas que se cantan en los saynetes de esta Fiesta...
- Los celos de la carta : tonadilla a dúo.
- Los guardas : tonadilla a cinco.
- Los payos del Malbru : tonadilla a tres.
- Los payos serranos : tonadilla a seis.
- Los peregrinos perdidos y el encanto de la venta : tonadilla nueva.
- Pastelero a tus pasteles : tonadilla a dúo.
- Pepín fuera de la cárcel. Tonadilla a dúo
- La elección de novios. Tonadilla a solo con violines
- Tonadilla festiva general y pagar la merienda.
- Un marido, la dama y un galán : tonadilla a tres